# Stensjöhill

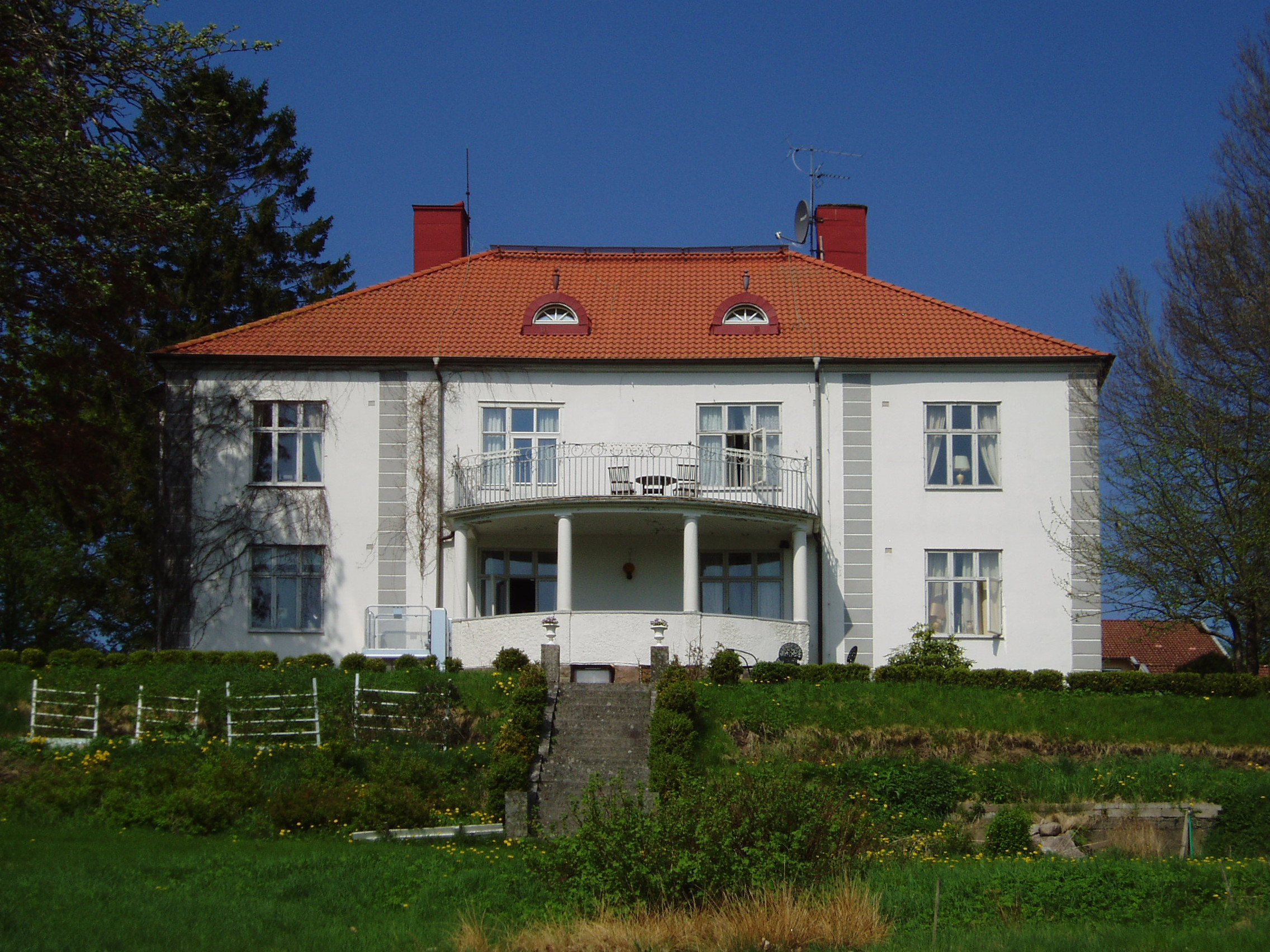
Stensjöhill, vy från sjösidan.

Stensjöhill är en herrgård vid Stensjöns västra strand i Mölndals kommun.
Gården uppfördes 1917 för disponenten för den närbelägna margarinfabriken. På 1980-talet var herrgården kontorsbyggnad för ett lokalt företag. Den övertogs sedan av rörelsen Hare Krishna för religiösa aktiviteter. Under det tidiga 2000-talet köptes byggnaden av en privatperson som etablerade en hotell- och konferensverksamhet som fram till slutet av 2012 då fastigheten såldes till företaget Caremore för att omvandlas till HVB-hem.